# Sliden (Antoon & Ronnie Flex)
Sliden is een lied van de Nederlandse artiesten Antoon en Ronnie Flex. Het werd in 2023 als single uitgebracht en stond in hetzelfde jaar als eerste track op hun gelijknamige ep.

## Achtergrond
Sliden is geschreven door Valentijn Verkerk, Ronell Plasschaert, Rafael Maijnard, Joey Moehamadsaleh, Charnett Reemnet en Caza Kimpeman en geproduceerd door Antoon, Ronnie Flex, Jordan Wayne en Zerodix. Het is een nummer uit het genre nederhop. In het lied rappen en zingen de artiesten over het bekijken van foto's op socialmediaplatform Instagram van iemand waar je lichte gevoelens voor hebt.
Het was de eerste keer dat de twee artiesten met elkaar samenwerkten, maar op de ep Sliden staan wel direct vier nummers van de twee artiesten. Naast de titeltrack zijn dit Bassline, Sos en Aura. Het nummer Sliden werd bij radiozender NPO FunX uitgeroepen tot DiXte track van de week. De single heeft in Nederland de gouden status.

## Hitnoteringen
De artiesten hadden succes met het lied in de hitlijsten van Nederland. Het piekte op de negende plaats van de Single Top 100 en stond 25 weken in deze hitlijst. In de Nederlandse Top 40 kwam het tot de 28e plaats in de vijf weken dat het er in te vinden was.